# Ștircovița, Mehedinți
Ștircovița este un sat în comuna Vlădaia din județul Mehedinți, Oltenia, România.